# قشلاق موسي بيغ
قشلاق موسی‌ بيغ هي قرية في مقاطعة ميانة، إيران. عدد سكان هذه القرية هو 288 في سنة 2006.